# پادشاه بحرین
پادشاه بحرین (به عربی: ملك مملکة البحرین) پادشاه و رئیس کشور بحرین است. در فاصلهٔ سال‌های ۱۷۸۳ و ۱۹۷۱، پادشاه بحرین، عنوان حاکم و از سال ۱۹۷۱ تا ۲۰۰۲ عنوان امیر را داشت. در ۱۴ فوریه ۲۰۰۲، امیر بحرین، حمد بن عیسی آل خلیفه، نظام سیاسی بحرین را پادشاهی اعلام کرد و خود را به عنوان نخستبن پادشاه بحرین معرفی کرد.
پادشاه در بحرین، از طیف گسترده‌ای از اختیارات برخوردار است که شامل انتصاب نخست‌وزیر و کابینه، تصدی فرماندهی عالی بر نیروهای مسلح بحرین، ریاست شورای عالی قضایی، تعیین مجلس علیای پارلمان و دارای توانایی انحلال مجلس سفلای منتخب آن است.

## فهرست متصدیان

### امیران بحرین (۱۹۷۱–۲۰۰۲)
| نام                                                | طول عمر                            | شروع سلطنت  | پایان سلطنت                                          | یادداشت                      | دودمان   | تصویر                                |
| -------------------------------------------------- | ---------------------------------- | ----------- | ---------------------------------------------------- | ---------------------------- | -------- | ------------------------------------ |
| شیخ عیسی بن سلمان آل خلیفه- عیسی بن سلمان آل خلیفة | ۳ ژوئن ۱۹۳۱ – ۶ مارس ۱۹۹۹ (۶۷ سال) | ۱۶ اوت ۱۹۷۱ | ۶ مارس ۱۹۹۹                                          | فرزند سلمان بن حمد آل خلیفه  | آل خلیفه | Isa bin Salman Al Khalifa of Bahrain |
| شیخ حمد بن عیسی آل خلیفه- حمد بن عیسی آل خلیفة     | ۲۸ ژانویهٔ ۱۹۵۰ ‏(۷۵ سال)            | ۶ مارس ۱۹۹۹ | ۱۴ فوریه ۲۰۰۲ (تغییر عنوان جایگاه از امیر به پادشاه) | فرزند عیسی بن سلمان آل خلیفه | آل خلیفه | Hamad bin Isa Al Khalifa of Bahrain  |

### پادشاه بحرین (از ۲۰۰۲ تا اکنون)
| نام                                            | طول عمر                 | شروع سلطنت    | پایان سلطنت | یادداشت                      | دودمان  | تصویر                               |
| ---------------------------------------------- | ----------------------- | ------------- | ----------- | ---------------------------- | ------- | ----------------------------------- |
| شاه حمد بن عیسی آل خلیفه- حمد بن عیسی آل خلیفة | ۲۸ ژانویهٔ ۱۹۵۰ ‏(۷۵ سال) | ۱۴ فوریهٔ ۲۰۰۲ | متصدی       | فرزند عیسی بن سلمان آل خلیفه | آل‌خلیفه | Hamad bin Isa Al Khalifa of Bahrain |